# Ильтица
Ильтица или Льтица (укр. Ільтиця, Льтиця) — правый приток реки Трубеж, протекающий по Броварскому и Бориспольскому районам (Киевская область).

## География
Длина — 26 км. Площадь бассейна — 387 км². Является магистральным каналом и служит водоприёмником системы каналов. Русло реки урегулировано гидротехническими сооружениями. Река используется для хозяйственных нужд.
Русло извилистое, средняя ширина — 4 м. На протяжении всей длины выпрямлено в канал (канализировано), шириной 10 м и глубиной 2-2,5 м (в приустьевой части шириной 6 м и глубиной 1 м).
Река берёт начало в севернее селе Иванков. Река течёт на восток. Впадает в реку Трубеж (на 49-м км от её устья) юго-западнее села Коржи.
Долина трапециевидная, шириной до 3 км, глубиной до 10 м. Пойма занята очагами заболоченными с луговой растительностью, лесными насаждениями, в верховье заболоченная, шириной до 500 м. Питание смешанное. Ледостав длится с середины декабря до начала марта.

## История
У исторического истока Ильтицы в центре современного Борисполя Владимир Мономах построил в 1117 году Летскую божницу в честь святых Бориса и Глеба.

## Населённые пункты
Населённые пункты на реке (от истока к устью):
1. Бзов
2. Селичевка
3. Шёлковое
4. Волошиновка